# 3783 Morris
3783 Morris (1986 TW1) là một tiểu hành tinh vành đai chính được phát hiện ngày 7 tháng 10 năm 1986 bởi E. Bowell ở Flagstaff (AM).